# امپراتور آن جین
امپراتور آن جین (۳۸۲ الی ۴۱۹) با نام شخصی سیما دزونگ یکی از امپراتوران خاندان سیما و دهمین امپراتور جین شرقی بود. او یک سال پس از مرگ پدرش امپراتور شیائووو در سال ۳۹۷ بر تخت نشست و تا هنگام مرگش امپراتور چین بود. پس از او برادرش سیما دون با نام امپراتور گونگ جین و واپسین امپراتور خاندان سیما بر تخت نشست.